# Absorció (so)
L'absorció és un fenomen que afecta a la propagació del so.
L'absorció acústica es refereix al procés pel qual un material, estructura o objecte pren energia sonora quan es presenten ones de so, de manera oposada a reflectir l'energia. Part de l'energia sonora absorbida es transforma en calor i es transmet en part a través del cos absorbent. Es diu que l'energia transformada en calor "s'ha perdut".
Quan una ona sonora arriba a una superfície, la major part de la seva energia es reflectix, però un percentatge d'aquesta és absorbida pel nou medi. Tots els mitjans absorbixen un percentatge d'energia que propaguen, cap és completament opac.
En relació amb l'absorció ha de tindre's en compte:
- El coeficient d'absorció que indica la quantitat de so que absorbeix una superfície en relació amb què reflecteix.
- La freqüència crítica és la freqüència a partir de la qual una paret rígida comença a absorbir part de l'energia de les ones incidents.

## Coeficient d'absorció
El coeficient d'absorció o d'atenuació es defineix com el quocient entre l'energia incident i l'energia absorbida per una superfície o substància. Normalment, s'expressa en una escala de 0 a 1. Com este valor variarà per a cada freqüència, no es pot parlar d'un coeficient únic.
El coeficient d'absorció cal tindre'l en compte a l'hora de condicionar acústicament una sala amb materials que absorbisquen el so, tant pel que fa a l'interior, com al seu aïllament de l'exterior.

## Freqüència crítica
Teòricament, quan una ona arriba a una medi rígid es reflectix totalment. Almenys, això hauria de succeir en una paret rígida ideal. No obstant això, en la realitat, cap substància és completament rígida.
La quantitat d'energia absorbida dependrà de la freqüència. La freqüència crítica és la freqüència a partir de la qual un obstacle rígid comença a absorbir part de l'energia de les ones incidents. Esta freqüència crítica dependrà del gruix de l'obstacle. A major gruix, la freqüència incident tindrà menor capacitat de penetració.

## Mecànica de la transmissió i absorció de l'energia sonora.
Quan el so des d'un altaveu xoca amb les parets d'una sala es reflecteix una part de l'energia del so, se'n transmet una segona part, i se n'absorbix una tercera part per les parets. Així com l'energia acústica es transmet a través de l'aire com a diferencials de pressió (o deformacions), l'energia acústica viatja a través del material que forma la paret de la mateixa manera. La deformació provoca pèrdues mecàniques a través de la conversió de part de l'energia sonora a calor, resultant en atenuació acústica, principalment a causa de la viscositat de la paret. Aquests mecanismes d'atenuació són similars per a l'aire i qualsevol altre mitjà a través del qual viatja el so.
La fracció de so absorbida en passar el so del primer medi a un segon medi es regeix per les impedàncies acústiques dels dos medis i és una funció que depèn de la freqüència i l'angle d'incidència. La mida i la forma de la superfície del medi receptor poden influir en el comportament de l'ona sonora si interactuen amb la seva longitud d'ona, donant lloc a fenòmens ondulatoris com ara ones estacionàries i difracció.
L'absorció acústica és d'especial interès en la insonorització. La insonorització pretén absorbir tant l'energia sonora (sovint en freqüències particulars) com la conversió en calor o transmetent-la lluny d'una ubicació determinada.
En general, els materials suaus, flexibles o porosos (com ara teles) serveixen com a bons aïllants acústics: absorbeixen la major part del so, mentre que els materials densos, durs i impenetrables (com els metalls) en reflecteixen la major part.
La quantitat d'ona que absorbeix una cambra es quantifica mitjançant l'àrea d'absorció efectiva de les parets, també anomenada àrea d'absorció total. Aquest valor es calcula utilitzant les seves dimensions de la cambra i els coeficients d'absorció de les superfícies -parets, sostre, terra, portes, finestres-. L'absorció total s'expressa en Sabins i és útil en, per exemple, determinar el temps de reverberació d'un auditori. Els coeficients d'absorció es poden mesurar utilitzant una sala de reverberació, que és contrària a una cambra anecoica.

## Coeficients d'absorció acústica en materials comuns.
| Materials                                      | Freqüència (Hz) | Freqüència (Hz) | Freqüència (Hz) | Freqüència (Hz) | Freqüència (Hz) |
| Materials                                      | 125             | 250             | 500             | 1,000           | 2,000           |
| ---------------------------------------------- | --------------- | --------------- | --------------- | --------------- | --------------- |
| Mosaic acústic (sostre)                        | .80             | .90             | .90             | .95             | .90             |
| Maó-rajola                                     | .03             | .03             | .03             | .04             | .05             |
| Catifa sobre formigó                           | .08             | .25             | .60             | .70             | .72             |
| Cortina atapeïda                               | .15             | .35             | .55             | .75             | .70             |
| Marbre                                         | .01             | .01             | .01             | .01             | .02             |
| Formigó pintat                                 | .10             | .05             | .06             | .07             | .09             |
| Guix sobre formigó                             | .10             | .10             | .08             | .05             | .05             |
| Contraplacat sobre estructura de fusta (paret) | .30             | .20             | .15             | .10             | .09             |
| Formigó fi                                     | .01             | .01             | .01             | .02             | .02             |
| Terra de fusta                                 | .15             | .11             | .10             | .07             | .06             |

## Tipus de materials segons la seua absorció
Absorbents acústics:
1. Materials ressonants, que presenten la màxima absorció a una freqüència determinada: la mateixa freqüència del material.
2. Materials porosos, que absorbixen més so a mesura que augmenta la freqüència. És a dir, absorbixen amb major eficàcia les altes freqüències (els aguts). El material porós més difós, ara com ara (2005), és la bromera acústica.
3. Absorbent en forma de panell o membrana absorbixen amb major eficàcia les baixes freqüències (els greus), que les altes.
4. Absorbent Helmholtz. És un tipus d'absorbent creat artificialment que elimina específicament unes determinades freqüències.